# Triệu Liệt hầu
Triệu Liệt hầu (chữ Hán: 趙烈侯, trị vì: 408 TCN - 400 TCN), tên thật là Triệu Tịch (趙籍), là vị vua đầu tiên của nước Triệu - chư hầu nhà Chu thời Chiến Quốc trong lịch sử Trung Quốc.
Triệu Tịch là con của Triệu Hiến tử - quan thượng khanh nước Tấn. Họ Triệu từ nhiều đời đã cùng họ Hàn và họ Ngụy khống chế chính trường nước Tấn, đất đai và thế lực mạnh hơn hẳn vua Tấn.
Năm 403 TCN, Triệu Tịch cùng 2 họ Hàn, Ngụy được thiên tử Chu Uy Liệt vương phong làm chư hầu. Trên lãnh thổ nước Tấn cũ có 4 nước cùng tồn tại là Tấn, Hàn, Triệu, Ngụy. Thực lực của Tấn Liệt công lúc đó đã rất suy yếu.
Triệu Tịch trở thành Triệu Liệt hầu. Ông truy tôn cha làm Triệu Hiến hầu.
Ông là người yêu thích âm nhạc. Trong thời gian cai trị, Triệu Liệt hầu dùng Công Trọng làm tướng quốc, Tuân Hân làm trung úy, Từ Việt làm nội sử.
Năm 400 TCN, Triệu Liệt hầu qua đời. Ông tại vị 9 năm. Em ông là Triệu Vũ hầu lên nối ngôi.